# Grzegorz Cudotwórca
Grzegorz Cudotwórca (gr. Γρηγόριος ὁ Θαυματουργός; ur. ok. 213 w Neocezarei, zm. 273 tamże) – jeden z Ojców Kościoła, któremu przypisuje się ważny udział w budowie Kościoła i zwiększenie jego znaczenia, biskup, święty Kościoła katolickiego, ormiańskiego, koptyjskiego i prawosławnego, Wyznawca.

## Żywot świętego
Grzegorz urodził się w Neocezarei w Poncie w Azji Mniejszej (obecnie Niksar w Turcji), jako Teodor i prawdopodobnie pochodził ze znamienitej pogańskiej rodziny.
Po śmierci rodziców, kiedy miał 14 lat, wybrał się wraz z bratem z polecenia ich nauczyciela do Bejrutu, by studiować prawo, w jednej z najsławniejszych szkół prawa w świecie hellenistycznym. Odwiedzili też w Cezarei Palestyńskiej ich szwagra, który zajmował tam stanowisko rzymskiego gubernatora.
W Cezarei Palestyńskiej, zetknęli się ze sławnym uczonym Orygenesem ze szkoły katechetycznej z Aleksandrii. Pod jego wpływem Teodor, po poznaniu nauk chrześcijańskich, porzucił pogaństwo, przyjął chrzest i imię Grzegorz. Przez ponad siedem lat Grzegorz studiował pod kierunkiem Orygenesa filozofię, a także teologię.
Już jako Grzegorz ok. roku 238 wrócił do rodzinnego miasta, gdzie został wyświęcony na biskupa Neocezarei przez metropolitę Fedimosa. Miał wtedy ok. 40 lat i przewodniczył diecezji przez 30 lat.
Uczestniczył w synodzie w Antiochii na którym potępiono herezję Pawła z Samosaty.
Według tradycji w dniu jego śmierci w Neocezarei było tylko 17 pogan, tylu ilu chrześcijan kiedy zaczynał posługę.
Do jego twórczości należą Panegiryk ku czci Orygenesa, List kanoniczny do nieznanego bliżej biskupa, Komentarz do Księgi Eklezjastyka i Dialog o zdolności czy niezdolności Boga do cierpienia.
Według Grzegorza z Nyssy i Bazylego, którzy opisali życie i cuda Grzegorza Cudotwórcy, przed wyświęceniem na biskupa, tenże przebywał przez pewien czas w odosobnieniu, gdzie miał widzenia Matki Bożej i św. Jana, który przekazał mu tekst wyznania wiary, a tym samym potwierdzenie doktryny o Świętej Trójcy. Miała to być pierwsza tego typu wizja w historii Kościoła.

## Kult
Dzień obchodów
Wspomnienie liturgiczne św. Grzegorza Cudotwórcy w Kościele katolickim obchodzone jest 17 listopada obok św. Grzegorza z Tours.
Kościoły wschodnie, z uwagi na liturgię według kalendarza juliańskiego, wspominają św. Grzegorza 17/30 listopada, tj. 30 listopada według kalendarza gregoriańskiego. Nieco odmienny dzień pamięci może przypadać w Kościele koptyjskim, który posługuje się własnym kalendarzem podzielonym na 13 miesięcy.
Ikonografia
W ikonografii święty przedstawiany jest jako siwobrody, łysiejący starzec w czerwonych szatach biskupich i Ewangelią w rękach.